# Censal
El censal es una obligación perpetua, pero que incorpora la posibilidad de redención. Fue un instrumento financiero muy extendido en la Corona de Aragón desde la Baja Edad Media hasta la Edad Contemporánea; era usado como mecanismo de financiación tanto por los particulares, como por los organismos públicos (gobiernos municipales, Generalidad, monarquía). 

## Definición
Técnicamente consistía en una perpetuidad emitida como deuda pública, es decir, un inversor cedía un capital a cambio de recibir una pensión, o canon anual, de manera perpetua como contrapartida del capital donado. La constitución del censal tomaba la forma de venta de derecho: una persona o institución, necesitada de dineros (censatario), creaba una pensión censal y la vendía a una persona o institución, poseedora de capital e interesada en percibir la pensión. La tasa que medía la relación entre la pensión y el capital -el rendimiento- era llamada, en catalán, for de la pensió, y acostumbraba a ser del 7,5%. La pensión se pagaba anualmente de forma perpetua, si bien existía la posibilidad de que el censatario redimiese la obligación recomprando el censal, operación llamada quitación.

## Legislación del derecho civil catalán actual
Por la Ley 6/2000, del 19 de junio, de pensiones periódicas (DOGC núm. 3174, 04.07.2000), el censal es definido de la siguiente manera:

Artículo 3 El censal: El censal consiste en el derecho de crédito a percibir y la obligación consiguiente de pagar indefinidamente una pensión a una persona y a sus sucesores en virtud del capital recibido.